# Mario Tollentino
Mario Tollentino (...) è un ingegnere italiano.
È noto per aver progettato, per circa un decennio, vetture di Formula 1.

## L'Euro-Alfa
Entrò a far parte del grande circus, nel 1982, con l'Alfa Romeo e quindi con l'Euroracing.
L'Euroracing era una scuderia, proveniente dalla Formula 3 che aveva rilevato nel 1983 l'attività in Formula 1 dell'Alfa Romeo quando questa alla fine del 1982 sembrava intenzionata ad abbandonare. 
Una squadra fortemente caratterizzata, dalla presenza di personale italiano, eccezion  fatta per il francese Gérard Ducarouge, ingegnere aeronautico al quale venne destinato il ruolo di direttore tecnico.
In questo contesto, Tollentino venne inserito come capo progettista, a supporto del tecnico francese.
Tuttavia, le vetture sia del 1982 (182), che del 1983 (183T), erano state progettate quasi esclusivamente dal "Duca" (come veniva soprannominato il transalpino), mentre i motori da Carlo Chiti, e per Tollentino furono più che altro due anni di apprendistato.
Durante la stagione 1983, i dissidi tra la dirigenza della squadra e Ducarouge, portarono al licenziamento di quest'ultimo.
Così a stagione in corso, vi fu un cambio di ruoli, in seno alla scuderia del biscione.
Sostanzialmente la direzione tecnica del team, rimase in mano all'Ing.Chiti, (che in precedenza la condivideva col francese), ma gli venne accostato Luigi Marmiroli, il quale operava come consulente e non come diretto dipendente.
Nel nuovo quadro, Tollentino rimase il capo dei progettisti, e gli venne affidato il compito di ridisegnare la monoposto mentre i motori continuavano ad essere gestiti da Chiti. Marmiroli aveva il compito di supervisionare il tutto, e perché motoristi e telaisti arrivassero ad un progetto omogeneo.
La 183T non venne però modificata più di tanto, sia perché non vi era il tempo a stagione avviata, sia per la situazione economica dell'Alfa, la quale nonostante la sponsorizzazione della Marlboro, denunciava una situazione economica da fallimento, sia per la qualità del progetto originario.
Tollentino, si limitò dunque agli affinamenti e al set-up nelle varie gare. 
Al termine di una stagione travagliata, la squadra si piazzò sesta assoluta nel mondiale costruttori, con 18 punti, mentre i piloti, Andrea De Cesaris e Mauro Baldi, rispettivamente ottavo e sedicesimo, con 15 e 3 punti. La vettura comunque conquistò due volte il podio, grazie ai due secondi posti di De Cesaris, in Germania e Sudafrica.
Lo stesso De Cesaris, fece segnare il giro più veloce nel Gran Premio del Belgio, in una gara che condusse nei primi giri prima di arrendersi per problemi all'impianto d'iniezione.

## 1984-1985: Benetton Alfa Romeo
Nel biennio 1984-1985, l'Alfa Romeo dovette rinunciare al sodalizio con la Marlboro, in quanto la multinazionale, rimasta delusa dai risultati, decise la non convenienza della sponsorizzazione.
L'Euroracing, riuscì a stipulare nuovi accordi, con l'azienda tessile Benetton (già sponsor della Tyrrell), intesa che modificò solo i colori delle vetture. La decisione di abbandonare il team Inglese fu dettata dal fatto che questa era rimasta l'unica scuderia senza motore turbocompresso.
A Mario Tollentino venne commissionata una vettura completamente nuova, da schierare in pista nel mondiale 1984. La vettura in realtà non era una grande evoluzione rispetto al precedente 183T di Ducarouge e venne denominata Alfa Romeo 184T.
Ancora una volta, ciò dipese da fattori finanziari, sia da dei concetti costruttivi convenzionali, ma validi al tempo stesso.
La più grossa modifica, riguardava il profilo alare posteriore, oltre che nuove sospensioni anteriori, push-rod anziché a bilanciere.
Il profilo alare era composto da un corpo centrale di grossa superficie, del tipo monoplano o biplano a seconda dei circuiti dove si correva.
Le paratie laterali terminavano a filo delle ruote posteriori.
Seguendo i nuovi canoni dell'epoca, Tollentino affiancò all'alettone principale, due altre piccole ali, dette "candelabri", una per lato e anch'esse delimitate a loro volta da paratie. In questo modo cercava di sfruttare al massimo il carico aerodinamico posteriore, in modo tale da avere un carico aerodinamico molto elevato, che agisse perpendicolrmente sull'asse posteriore, creando una maggiore aderenza.
Il tutto era finalizzato a sfruttare al massimo, la potenza e la coppia del motore (Alfa Romeo 890T), che quell'anno vantava circa 670 cavalli in gara, mentre la sua versione da qualifica era ancora più potente.
Tuttavia, questi effetti benefici, si avevano solo a velocità elevate, poiché a basse andature l'aria diminuisce di portata, dunque in uscita dalle curve (soprattutto quelle lente), la vettura era afflitta da problemi di grip, ossia pattinamento delle ruote motrici, e perdita di tempo.
Inoltre era un progetto obsoleto, rispetto a quello dei concorrenti. Il motore inoltre soffriva di un consumo elevato che superava i 220 litri massimi per gran premio previsti per quell'anno dai regolamenti. I piloti dunque dovevano ridurre l'andatura in gara abbassando la pressione di sovralimentazione. Inoltre il sistema di iniezione elettronica era assai obsoleto.
Va poi ricordato che l'Alfa Romeo cambiò fornitore di pneumatici, passando dalla Michelin alle nuove gomme radiali della Goodyear, che non si dimostrarono così competitive, ed inoltre tendevano ad usurarsi molto prima rispetto alle coperture francesi.
Verso metà stagione, Tollentino ebbe modo, di ridisegnare in maniera marcata la vettura.
Le differenze principali riguardavano il roll-ball, che ora era costituito da un unico elemento d'acciaio a forma trapezoidale, in luogo del vecchio telaietto a travatura reticolare. Le pance laterali erano più alte per incrementare l'aria incamerata per raffreddare motore e radiatori.
Inoltre vennero maggiorati gli sfoghi d'aria dei radiatori, e il musetto venne rastremato. Queste modifiche non portarno grandi benefici e il team perse due posizioni nel campionato costruttori, concludendo ottavo, con 11 punti.
Nel frattempo, erano cambiati anche i piloti, i quali erano l'americano Eddie Cheever (16º con 3 punti), e l'italiano Riccardo Patrese (13º con 8 punti). Il miglior risultato fu il terzo posto di Patrese a Monza.
Durante le qualifiche invece, nessuno dei piloti partì mai in pole position.
La vettura per 1985 venne affidata all'Inglese Tom Gentry, ma si dimostrò così poco competitiva da essere abbandonata e sostituita dalla vecchia 184 nella seconda metà della stagione.